# The Naked Brothers Band (serie de televisión)
The Naked Brothers Band fue una serie de televisión de Nickelodeon protagonizada por los hermanos Nat Wolff y Alex Wolff, y sus amigos de la vida real Qaasim Middleton, David Levi, Thomas Batuello y Allie DiMeco. Todos utilizaron sus nombres verdaderos para la serie, excepto Allie, quien en la ficción se llamaba Rosalina.
Este programa de televisión se estrenó el 3 de febrero del 2007 en Estados Unidos, y el 21 de julio del 2007 en Latinoamérica, contando con un total de 3 temporadas.

## Episodios
| Temporada | Temporada  | Episodios | Estados Unidos         | Estados Unidos        | Latinoamérica       | Latinoamérica         | España               | España                |
| Temporada | Temporada  | Episodios | Comienzo               | Final                 | Comienzo            | Final                 | Comienzo             | Final                 |
| --------- | ---------- | --------- | ---------------------- | --------------------- | ------------------- | --------------------- | -------------------- | --------------------- |
|           | 1          | 13        | 3 de febrero de 2007   | 20 de octubre de 2007 | 21 de julio de 2007 | 6 de octubre de 2007  | 13 de agosto de 2007 | 10 de marzo de 2008   |
|           | 2          | 15        | 21 de enero de 2008    | 6 de junio de 2008    | 1 de agosto de 2008 | 28 de enero de 2009   | 7 de agosto de 2008  | 11 de febrero de 2009 |
|           | 3          | 12        | 18 de octubre de 2008  | 13 de junio de 2009   | 6 de agosto de 2009 | 20 de febrero de 2010 | 13 de mayo de 2009   | 21 de enero de 2010   |
|           | Especiales | 2         | 1 de diciembre de 2007 | 30 de enero de 2009   | 14 de mayo de 2008  | 20 de junio de 2009   | 21 de junio de 2008  | 19 de agosto de 2009  |

La serie cuenta con un total de 40 episodios que fueron emitidos tanto en Latinoamérica como en Estados Unidos.

## Temporadas

### Primera Temporada
Se estrenó el 3 de febrero del 2007 en Estados Unidos, y el 21 de julio del 2007 en Latinoamérica.
Con una combinación de la vida real y algo de ficción, la serie se basa alrededor de Nat Wolff (11 años) y su hermano Alex Wolff (8 años), quienes son miembros de la "mundialmente" banda famosa de rock llamada The Naked Brothers Band. La banda está conformada por el cantante-compositor y tecladista Nat Wolff, el baterista Alex Wolff, el guitarrista Qaasim Middleton (11 años), el tecladista David Levi (11 años) el chelista Thomas Batuello (11 años), la bajista Rosalina (interpretada por Allie DiMeco, 13 años) y el mánager de la banda Cooper Pillot. La mayor parte de la serie ha sido producida por la madre de Nat y Alex: Polly Draper (Quien también ha escrito la mayoría de los capítulos).
Durante la serie, Nat y Rosalina están enamorados, pero ellos no lo admiten. Los amigos de Nat, Thomas y David a veces hacen bromas sobre ellos. También, a la serie entra la loca Betty, una mujer muy molesta para Nat y Alex, quien entabla una relación con Sonny, el padre de los hermanos Wolff.
Hay una película llamada "La Batalla de Bandas": En esta película, los Naked Brothers Band están participando de una beneficencia llamada "Los pequeños mandan", para ayudar a chicos carenciados. En esta beneficencia se topan con la banda "Los surfistas de Los Ángeles", quien tiene como líder al carismático y apuesto cantante Bobbie Love, quien al parecer tiene un interés muy especial por Rosalina. La chica lo admira demasiado y cae en sus encantos. Esto a Nat lo hace poner muy mal, porque él sabe que es un farsante mentiroso (no escribe sus canciones, en vez de firmar sus autógrafos a mano, los sella y muchísimo más). Luego, Bobbie y Rosalina empiezan a salir. En un momento, mientras los NBB ensayaban para una batalla en la que desafiaron a la otra banda porque se pelearon, los chicos empezaron a bromear sobre Bobbie Love, lo que molesta tanto a Rosalina que renuncia a la banda. Entonces, habla con Bobbie sobre lo que pasó y él le tira sus partituras en un bote de basura, pero cuando ellos terminan de hablar, Rosalina se va y no se da cuenta de que su carpeta quedó en la basura. Entonces, Bobbie la toma, le muestra a sus compañeros una canción ("L.A") y les dice que la ha escrito él. Ellos le creen. El día del concierto de beneficencia (la batalla de las bandas), Los Surfistas de Los Ángeles cantan la canción robada a la Naked Brothers Band, llamada "L.A". Pero como Cooper tenía un vídeo de los NBB cantándola antes, la puso, junto con la mánager de esta beneficencia, cuando terminaron de tocar, y todos se dieron cuenta de que Bobbie era un farsante mentiroso, que le daban miedo los globos, que las canciones de la banda no las escribía él, que en realidad era de San Diego, no de Los Ángeles, y que su nombre no era Robert sino Bobbie. Al final, Rosalina se dio de cuenta de todo, así que regresa a la banda y cierran el concierto con una canción todavía más nueva que "L.A", llamada "Girl Of My Dreams", que Nat había escrito cuando estaba muy triste por lo de Rosalina y Bobbie, y se la dedica a ella esa noche. La película termina que Los Naked Brothers Band son los ganadores de esta batalla.

### Segunda Temporada
Sidekicks: (Aquí se inicia la segunda temporada) Todo empieza cuando quedan muy pocos días para terminar las clases y los Naked Brothers Band se están preparando para su baile de fin de curso y al mismo tiempo, ensayan para su gira de verano. Pero resulta que el baile de graduación de Rosalina es el mismo día que el baile de disfraces (cuya temática son los superhéroes) en la primaria, donde van los demás miembros de la banda. Nat siente mucha culpa porque Rosalina no tiene con quién ir a la graduación, que es la fecha soñada de toda chica, así que le dice que acepte ir con el muchacho que la invitó, que resultó ser el más popular de toda la secundaria. Luego, la chica más popular del colegio de Rosalina obliga a Nat a ir al baile con ella. Rosalina y Nat están incómodos con lo que les toca esa noche. Mientras, Thomas y David querían borrar un graffiti del baño para hacer una de sus travesuras, y cuando lo logran, el director se enoja (ya que era algo sobre él y sus amigos), y revisa las mochilas de todos para saber quien lo había hecho. Thomas y David le echan la culpa a Cooper, pero Alex siente pena por él, así que les dice a todos que lo había hecho él, pero como todos se empiezan a echar la culpa, Thomas y David deciden decir la verdad y todos los chicos los aplauden. Mientras tanto, Qaasim invita a cuatro chicas al baile, y eso hace que las cuatro se enojen con él, y Jesse va a la fiesta con sus hermanas, en donde también estaban los hermanos Timmerman. En cuanto a Nat y Rosalina, los chicos al final lograron estar juntos y bailar un lento, porque la chica con la que estaba Nat sólo le importaba lo que ella hacía, y el chico que la invitó a Rosalina, estaba todo el tiempo con sus amigos. Después, la chica más popular (la que obligó a Nat a ir al baile con ella), les muestra a todos un videoclip de la canción "Long Distance" (una canción de la primera temporada) en el que ella le había agregado imágenes suyas. Nat y Rosalina se ríen y se escapan del baile. Luego, van a la fiesta de la primaria disfrazados de superhéroes y los Naked Brothers Band tocan la canción "I Don't Want To Go To School". 
Osos Polares: Los Naked Brothers Band tienen una gira por Nueva Orleans. En el viaje, Jesse le da una película a Alex, pero se confunde y le da un documental sobre todo lo que ocurre con los Osos Polares. De ahí en más, Alex quiere hacer todo lo posible para ayudarlos. Antes de salir al Tour, la malvada Betty sale de las vidas de Nat, Alex y de Sonny (el papá de los chicos), pero este se recupera en el transcurso del tour. La banda va a la casa de una vieja amiga de Sonny. Allí, Nat y Alex se encuentran con amigas de su infancia, que son las hijas de la amiga del papá: Pequeña Grace y Gran Ella. A Qaasim le gusta Pequeña Grace, y entre él y Rosalina creen que Nat está enamorado de ella. Al mismo tiempo, Nat piensa que Qaasim y Rosalina están juntos, así que trata de olvidarse de ella, pero no puede. En una conferencia de prensa, Alex mira un calendario que había allí, en el que había una foto de la banda que era más grande que una de Santa Claus. En eso, le dice a Nat: OYE, EN EL CALENDARIO SOMOS MÁS GRANDES QUE SANTA CLAUS... Pero los periodistas solo oyen: "SOMOS MÁS GRANDES QUE SANTA CLAUS", porque Alex se acercó mucho al micrófono, sin darse cuenta. Eso arma una polémica terrible, que hace toda la banda se vea obligada a huir de allí. Además, todos los fanes comienzan a quemar sus CD y entonces, los chicos ya no son respetados como antes. Hasta ese momento, todo estaba mal, pero ese todo se arregla: Gran Ella habló con los periodistas para aclarar que Alex no odia a Santa Claus y que él solo quería ayudar a los Osos Polares; Qaasim le dice a Pequeña Grace que está enamorado de ella, pero ella le dice que no quiere tener novio hasta que cumpla 13 años, así que ella le dice que lo va a esperar; y Alex y Gran Ella le muestran a Nat grabaciones de una cámara, en el que él se da cuenta de que Qaasim está enamorado de Pequeña Grace y que no estaba de novio con Rosalina, y que al mismo tiempo, Rosalina no estaba de novia con Qaasim y que sólo quería ayudarlo a conquistar a Pequeña Grace. En un momento de la grabación, Rosalina le dice a Qaasim que ella piensa que Nat está enamorado de Pequeña Grace. Entonces Nat dice: "NO, NO, ROSALINA YO TE AMO A TI. CÓMO PUEDES NO SABERLO". Pero resulta que Rosalina entra a la habitación en un momento y lo escucha a Nat decir eso. Así que Alex, luego de que Nat diga eso, dice "Creo que ahora lo sabe"... Nat se da vuelta, la mira a Rosalina, ambos se ríen y entonces los dos se besan. A la mañana siguiente, los miembros de la banda se dan cuenta de que Nat y Rosalina son novios.

### Tercera temporada
En la tercera temporada, que se estrenó el 18 de octubre del 2008 en Estados Unidos y el 6 de agosto del 2009 en Latinoamérica, Nat tiene 13 años de edad y Alex 10. Miembros de la banda: Rosalina (Allie DiMeco) de 15; y Qaasim, Thomas, David, y Cooper, todos de 13 años. 
En esta temporada hay 8 nuevas películas:
Mystery Girl (Chica Misteriosa) -
Operation Mojo (Operación Encanto) -
Supetastic Animated Special -
Christmas Special (Especial de Navidad) -
Valentine Dream Date (San Valentín, Fecha soñada) -
Naked Idol (Ídolo Desnudo) -
The Premiere (El Estreno) -
No Schools Fools Day (No hay clases en el Día de los Inocentes)
Chica misteriosa: (Comienza la tercera temporada con esta película) Con la participación especial de Miranda Cosgrove. Los Naked Brothers Band están grabando una película, llamada Chica Misteriosa, donde, cómo lo dice el título del film, la protagonista de la película que filman es "misteriosa", porque el director quiere guardar el secreto de quién será la actriz.
Rosalina es muy mala actriz y se pone muy nerviosa con la actuación. Ella gana una competencia de violín donde supuestamente no ganaba ningún premio, pero en realidad ella sabía que sí ganaba uno, y era un viaje por el mundo en crucero durante 6 meses. Ella no se lo quería decir a Nat porque no estaba segura de ir. El único que lo sabía era Cooper, porque vio que a Rosalina, en un momento, se le cae un folleto con la información del crucero y demás. Cuando Nat se entera, se molesta con ella por no decirle lo del crucero y también porque él creía que ella actuaba mal para ir al viaje en vez de grabar la película, ya que nadie podía actuar de tan mala manera.
Mientras tanto, pasan otras cosas: David, Qaasim y Thomas (que interpretan a unos delincuentes juveniles en la película), quieren saber quién será la chica misteriosa del film, y por eso, hacen lo posible para que Cooper se los diga, ya que él era el único que lo sabía, además del director; Jesse descubre que bajo la ducha canta como toda una profesional, ya que, si no estaba abajo de ella, cantaba muy mal. Thomas, David y Qaasim la ayudan a participar de la película, interpretando a una maestra que canta; Sonny, el director de la escuela a la que van los NBB, Michael, el padre de Nat y Alex y Toffy, el guardaespaldas de los NBB, compiten para conseguir un papel del film. 
Cuando Nat y Rosalina se habían peleado, tenían que hacer una escena juntos al instante. La escena era exactamente igual a lo que había sucedido entre los dos, así que el director aprovecha el momento y los graba mientras discuten. Al momento de eso, llega Miranda Cosgrove, pero Nat está triste y no puede recibirla bien. Cuando los dos comienzan a hacerse amigos, Nat le cuenta todo lo que pasó con Rosalina. Entonces, Miranda le dice que, en vez de estar enojado, debería estar feliz por ella, ya que ganó una competencia difícil y obtuvo un premio importante, y que debería disculparse con ella. Entonces, al día siguiente, Nat va a la casa de Rosalina por una explicación. Pero ella le dice que no le dijo lo del crucero porque estaba siendo muy dulce con él los últimos días, y que si ella se lo decía, él se molestaría porque de repente no le sería fiel. Pero Nat realmente se molesta, y por eso le dice sarcásticamente "perdona por ser dulce".
Nat vuelve donde estaba Miranda (en el set de la película), y le dice que se disculpó con Rosalina, pero ella cree que lo hizo de una mala manera.
Después, los dos descubren que tienen que besarse en la película. Luego de ese beso, Miranda y Nat se sienten raros.
Al día siguiente, Nat va a la casa de Rosalina para disculparse de nuevo y hay un montón de periodistas que están afuera (donde estaba Nat), y cuando ella sale de la casa, él intenta disculparse otra vez, pero Rosalina, al no notar su interés por el viaje (por ejemplo, Nat no sabía qué países iba a recorrer con el barco), lo deja solo con la prensa que intentaban grabar la conversación (Nat se enfurece y empuja las cámaras con su mano y se va corriendo).
Nat está muy triste y se siente culpable por no mostrar interés en lo del crucero. A la noche, se encuentra con Miranda, con quién se estaba evitando por lo del beso de la película. Él le cuenta lo que sucedió con Rosalina, y por eso ella le dice que para disculparse de verdad, debería darle una sorpresa, pero algo que Rosalina nunca se imaginaría que le harían. 
Mientras tanto, Juanita quiere presentarse a una audición para el film y finalmente, queda. Ella interpreta a una chica que tiene que besar a Alex, así que él, cuando se entera, se pone raro, porque además la veía muy femenina a Juanita. Pero al final, ambos les dicen a los directores que decidieron no besarse para que no afecte su amistad, pero uno de ellos les dice a los dos que en realidad Juanita no lo tenía que besar a Alex, que había sido un error en el libreto, y que en realidad, lo tenía que patear.
La película termina siendo dirigida por Cooper, porque Nat y los demás se enojan con el director, ya que piensan que Rosalina se va a ir porque él la trató muy mal.
La noche previa al viaje, Nat va con toda la banda y sus instrumentos enfrente de la casa de Rosalina y le tocan la canción "Your Smile"; Rosalina se asoma por la ventana, se ríe y sale a la calle donde estaban todos, y Nat demuestra su interés por el viaje, mencionándole los países que recorrerá con el crucero, y luego se besan. Toda la banda se abraza y se despiden de ella.  
Operación Encanto: En esta película, Nat ve en una revista(Chit chat) que Rosalina se besó con un tal Michelle(francés, vegetariano, pianista) mientras viajaba, por lo cual terminaron. Nat se deprime y empieza a comer verduras. Alex compra un libro le daban pautas para después de un rompimiento y una de ellas sugería que para olvidar a Rosalina, debían irse de campamento solos sin nada de tecnología.
La banda los acompaña en secreto lejos de su carpa, pero Nat no lo sabe.
Así van haciéndole pruebas para que piense que recuperó su "mojo" (poder de atracción hacia las mujeres); lo convencen pero después encuentra la carpa y se entera de que todo fue una farsa.
Vuelven a casa y Nat va a grabar voz para su película Mystery Girl. En eso Rosalina vuelve se disculpa con Nat y el también porque en una de las pruebas habían mandado a la prima de Quasim a que lo besaran.Se besan y la banda celebra y dicen Operación Mojo y Alex "terminada".
Especial de Navidad: El episodio trata de que Nat está pasando una Navidad bastante mala, las cartas de su novia Rosalina han disminuido, y son poco románticas. Por eso tiene poca inspiración para escribir canciones y casi arruina una obra de beneficio en la que su banda está participando llamado "Save the children" que es auspiciado por Whoopie Goldberg al presentar su última canción, "Christmas stinks" ("La Navidad da asco"). Mientras tanto, Alex se encuentra en una competencia con los hermanos Timmerman. Las actrices invitadas son la ya mencionada Whoopi Goldberg y Natasha Bedingfield, con quien Nat canta la canción Yes we can (Si nosotros podemos) 
San Valentín, fecha soñada: Es el séptimo episodio y el segundo especial de vacaciones en el parte documental y parte de rock-comedia musical mockumentary y serie The Naked Brothers Band, que fue creado por Polly Draper. La premisa de San Valentín, Fecha Soñada. es que está en una competencia de un show y su premio es una cita en San Valentín con Victoria Justice, que eventualmente causa problemas con la novia de Nat, Rosalina. Alex también tiene sus propios problemas románticos. Nat decide ir en un show para ganar una cita con Victoria Justice. Más tarde, la novia de Nat, Rosalina, quien estaba tomando un descanso de seis meses en un barco de crucero decide sorprender a su novio con una visita, pero Nat necesita averiguar cómo explicar a sus citas sobre el juego. Alex también tiene problemas ; Alex ayuda a su niñera-tutor Jesse (Jesse Draper) volver junto a su exnovio Abdul, haciéndose pasar por Cupido. Abdul acaba enamorando de Jesse, lo que provoca problemas para Alex ya que él siempre dijo ser su novio, desde sus seis años de edad y la lunatica Betty regresara.
Ídolo Desnudo: En esta película, Nat se pelea con Rosalina porque la vio besándose con el mismo que se besó anteriormente(Michael, el pianista francés). Entonces, Rosalina se sale de la banda y termina con Nat. Nat finge que el rompimiento de él y Rosalina no le afecta nada.
Hacen un concurso para ver quién será la próxima bajista(Naked Idol).Gana una chica llamada Kristina por tocar bien la canción "The World". Por el final, Nat confiesa que el rompimiento si le afecto y que si va a cambiar quiere hacerlo con sus amigos y no solo. También acepta a Kristina en la banda (ya que antes no estaba de acuerdo a que entrara) y tocan "Eventually" mientras que Rosalina le dice a Michelle que ama el Rock (a Michelle solo le gusta la música clásica) y que la banda es todo para ella y termina con él. Termina con que Nat está hablando con Krisitina cuando entran Thomas, David, Qassim y Alex diciendo que Rosalina acaba de llamar y que quiere volver a la banda.
La Première: En este episodio, Rosalina regresa a la banda, pero compite con Kristina (la que ganó el concurso de la anterior película Naked Idol) por ser la mejor bajista, mientras Nat enfrenta a sus locas fanes porque creen debido a un rumor que el exdirector "confirmo" en la cual Nat llevará a la premier a muchas chicas solo para ganar una apuesta. Cristopher (el exdirector de Mystery Girl) robó el filme. Pero al final la banda y las fanes lo encuentran y van a la Premier donde Nat le dice a Rosalina que todavía la ama y accidentalmente besa a Kristina. Termina con que tocan la canción "Just a Girl" en la Premier.
Victoria Justice aparece en esta película.

## Formación de la banda
- Nat: Vocalista principal, Teclado, Piano, Batería, Guitarra
- Alex: Vocalista ocasional, Batería
- Rosalina: Bajo, Guitarra, Coros
- Qaasim : Guitarra, coros
- Thomas: Chelo, Bajo, Coros
- David: Teclado, Coros

## Doblaje latinoamericano
El doblaje fue realizado en Caracas, Venezuela en el estudio Etcétera Group.
- Ricardo Sorondo — Nat
- María José Estévez — Alex
- Lidia Abautt — Rosalina
- Rebeca Aponte — Cooper
- Melanie Henríquez — Qaasim
- Jesús Nuñez — Thomas
- Paolo Campos — David
- Lileana Chacón — Juanita
- Joel Gonzales — George López
- Rolman Bastidas — Matt Peinfield
- Rebeca Aponte — Jesse
- Gonzalo Fumero — Michael
- Carlos Vitale — Tuffy
- Elena Díaz Toledo — Betty
- Víctor Díaz — Sonny y su hermano Miles, tío de Nat y Alex
- Johnny Torres —Bobby Love/Cristopher, Director de Mystery Girl
- Juan Guzmán — El Loco Director de videoclips de los NBB
- José Granadillo —Papá de Rosalina

## Estrenos internacionales
| País / Región     | Canal       | Fecha                 |
| ----------------- | ----------- | --------------------- |
| Estados Unidos    | Nickelodeon | 3 de febrero de 2007  |
| Reino Unido       | Nickelodeon | 29 de mayo de 2007    |
| Nueva Zelanda     | Nickelodeon | 23 de febrero de 2007 |
| Alemania          | Nickelodeon | 20 de octubre de 2007 |
| Argentina y Chile | Nickelodeon | 21 de julio de 2007   |
| Holanda           | Nickelodeon | Abril de 2007         |

## Antecedentes y producción
The Naked Brothers band es distribuido por, Kidz Entertainment y Cámara Biggies a todo el mundo.
Albie Hecht (productor ejecutivo de Bob Esponja, Lemony y The Naked Brothers Band) es el fundador y CEO de Biggies en todo el mundo.